# 다키카와 유
타키카와 유우(일본어: 滝川悠 たきかわ ゆう 다키카와 유[*])는 일본 히로시마현 출신의 일러스트레이터이다.
같은 일러스트레이터인 나루세 치사토와 친분이 있다.

## 작품

### 설정자료집
- Ever17 -the out of infinity- 비주얼 가이드 북(엔터브레인) 2002년 11월 초판발행, ISBN 978-4-7577-1224-9
- 12RiVEN -the Ψcliminal of integral- 비주얼 가이드 북(자이브) 2008년 3월 초판발행, ISBN 978-4-86176-503-2

### 일러스트 및 삽화

#### 라이트노벨, 만화 및 앤솔로지
- Ever17 (엔터브레인 패미통 문고)

#### 기타
- 캔디소프트 오리지널 사운드 북(CandySoft Original Sound Book) 책자 일러스트 1점
- 《우리들에게 날개는 없다》(俺たちに翼はない) 초회한정판 책자 일러스트 1점

### 게임
- 플레그런스(フレグランス) (PAPRIKA) ※타키카와 유우(일본어: 多岐川遊 たきかわ ゆう 다키카와 유[*])) 라는 이름으로 참가
- Ever17 (KID)
- 12RIVEN -the Ψcliminal of integral- (사이버 프론트)

## 동인활동
- 러브포케(일본어: ラブポケ)이라는 이름의 서클로 활동한다.
- 나루세 치사토와는 친한 것으로 알려졌는데, 동인 행사에 같이 출전하는 경우가 많다.
- 2009년 한때, 출산으로 인해 동인 활동을 중단한 적이 있었다.

## 같이 보기
- 나루세 치사토